# Мрежичко (Бургаська область)
Мре́жичко (болг. Мрежичко) — село в Бургаській області Болгарії. Входить до складу общини Руєн.

## Населення
За даними перепису населення 2011 року у селі проживали 540 осіб, усі — турки.
Розподіл населення за віком у 2011 році:
Динаміка населення: